# 曹洼乡
曹洼乡，是中华人民共和国宁夏回族自治区中卫市海原县下辖的一个乡镇级行政单位。

## 行政区划
曹洼乡下辖以下地区：
老虎村、曹洼村、脱烈村、白崖村、冶套村、硝沟村和南川村。